# Max Roach
Maxwell Lemuel Roach (født 10. januar 1924, død 16. august 2007) var en amerikansk jazz-trommeslager og komponist.
Han har spillet sammen med mange store jazz-navne blandt andre: Dizzy Gillespie, Charlie Parker, Miles Davis, Duke Ellington, Charles Mingus, Sonny Rollins og Clifford Brown. Desuden havde han sin egne jazz-grupper. Gennem tiderne fremkom han med adskillige udtalelser om afro-amerikaneres menneskerettigheder. Han betragtes af mange som en af de mest betydningsfulde trommeslagere i historien. Max Roach har i perioden fra 1957 til 2003 lavet en lang række soloplader i eget navn.